# Can of Worms
A Can of Worms francia death/thrash metal együttes.

## Története
A Can of Worms Bayonne városából származik. A Slayer, a Kreator és az Exodus volt rájuk nagy hatással. Zenéjük során death metal hörgés és thrash metal ének egyszerre hallható. Steven Schriver felelős a thrash metal énekért, míg Manu Iriarte "produkálja" a death metal hörgést. Nevük egy angol mondatból származik, amely Pandóra szelencéjére utal. Első kiadványuk egy 2011-es EP volt, ezen kívül még három albumot adtak ki. Albumaikon továbbá olyan filmekre is utalást tesznek, mint az Alien, a Predator vagy a Terminátor. Az Encyclopaedia Metallum szerint 2007-ben alakultak, míg más forrás szerint 2005-ben.

## Tagok
- Steven Schriver - thrash metal ének / gitár (2007-)
- Manu Iriarte - death metal hörgés / ritmusgitár (2009-)
- Julien Tastet - ének, basszusgitár (2005-)
- Patrick Talgorn - dob (2005-)

## Diszkográfia
- Thrash or Die (EP, 2011)
- World Collapse (album, 2012)
- Kult of Nuke (album, 2015)
- Nuclear Thrasher (album, 2017)